# Catedral de Chartres
La Catedral de Nostra Senyora de Chartres (en francès: Cathédrale Notre-Dame de Chartres), és una església catedralícia de culte catòlic romà sota l'advocació de la Mare de Déu de l'Assumpció, a la ciutat de Chartres, en el departament d'Eure i Loir, a França, al nord-oest de país, a uns 80 km de la capital estatal, París. Així mateix és la seu de la diòcesi de Chartres, a la província eclesiàstica de Tours. Està inscrita a la llista del Patrimoni de la Humanitat de la UNESCO des del 1979.
Aquesta catedral va marcar una fita en el desenvolupament del gòtic i va iniciar una fase de plenitud en el domini de la tècnica i l'estil gòtic, establint un equilibri entre ambdós. És summament influent en moltes construccions posteriors que es van basar en el seu estil i les seves nombroses innovacions, com les catedrals de Reims i Amiens a les quals va servir de model directe.
La figura més important a la història d'aquesta diòcesi va ser el bisbe Fulbert de Chartres, teòleg escolàstic reconegut a tot Europa.

## Història
Hi ha indicis que diuen que en el lloc que avui en dia ocupa la catedral existia, des de temps anteriors a l'era cristiana, un altar (i segons alguns autors, una gruta) dedicat a la Deessa Mare de la mitologia druidica, sent aquest lloc un important centre religiós per la tribu celta dels carnuts, poble del qual deriva el nom de la ciutat. Aquesta particularitat s'ha relacionat amb el fet que Chartres es va convertir en un important centre de veneració a la Verge Maria quan, a partir del segle xii, va ressorgir aquesta devoció a l'església cristiana occidental. De tota manera, la ciutat de Chartres ja era un centre de culte marià i de pelegrinatge des de temps enrere degut a la presència (dins la catedral), de l'anomenada Sancta Camisia, una relíquia portada des de Terra Santa i cedida a la catedral per Carles el Calb l'any 876 i que, suposadament, és la túnica de la Verge Maria. Per aquest motiu gaudia d'un comerç pròsper centrat en les fires que se celebraven durant les quatre festivitats marianes de l'any: la Purificació (2 de febrer), l'Anunciació (25 de març), l'Assumpció (15 d'agost) i el Nadal (25 de desembre).
La primera església de la qual se'n té constància es va construir al voltant de l'any 360. Aquesta va desaparèixer en un incendi cap a l'any 740 o 750, durant el saqueig dels visigots d'Hunald, duc d'Aquitània. Una segona catedral va ser destruïda pels pirates normands a càrrec de Hastings el 12 de juny de 858. El bisbe Gislebertus va reconstruir i ampliar aquesta església. D'aquesta en queda una capella que forma part de l'actual cripta. En aquesta època és quan la catedral va rebre la relíquia de la túnica de la Verge, que va augmentar la importància del lloc. El 5 d'agost de 962, l'església de Gislebertus va tornar a ser destruïda durant la guerra que va enfrontar a Ricard I, duc de Normandia amb Teobald I de Blois, comte de Chartres. L'església es va reconstruir parcialment. El 1020 un incendi va destruir la catedral, després del qual el bisbe Fulbert de Chartres va iniciar la construcció de la cripta d'una nova catedral romànica. La catedral va ser construïda ràpidament degut a un apogeu religiós que va motivar a centenars de penitents a contribuir a la construcció amb provisions i materials de construcció. Fulbert mor a l'abril de 1029; el succeeix Geoffroy de Lèves, qui va consagrar la catedral dos anys més tard. Les obres s'acaben el 1037.
El 1194 un gran incendi va devastar gran part de la ciutat de Chartres, inclosa bona part de l'antiga catedral romànica. L'edifici que va construir el bisbe Fulbert era una gran catedral d'estil romànic que comptava amb una enorme cripta dins la qual hi havia la famosa relíquia. Tot i que va sobreviure a un incendi el 1134, el 10 de juny de 1194, va patir un incendi causat per un raig. L'incendi només va deixar dempeus les torres occidentals i la façana d'entre aquestes i la cripta.
Al principi es va prendre l'incendi com un càstig diví, però quan va aparèixer la túnica de la Verge intacta, es va pensar que era un senyal perquè es reconstruís la catedral donant-li un nou esplendor. A això va ajudar la presència casual a la ciutat d'un cardenal enviat per la Santa Seu, que va certificar la salvació de la relíquia com a miracle. La reconstrucció va ser generosament finançada tant per la Dinastia Capet, com pel cabildo i els gremis locals.

### Construcció
Ràpidament es van escometre les obres de reconstrucció i cap a l'any 1220 el cos principal estava acabat en un temps de 26 anys, temps notablement curt per una obra d'aquestes característiques. Es va utilitzar pedra local d'unes pedreres situades a uns 8 km. De l'edifici anterior, va conservar la cripta i la façana oest amb la Portalada Reial. Va ser consagrada el 24 d'octubre de 1260 davant la presència del rei Lluís IX el Sant.

### Edat mitjana i fets posteriors
Durant l'Edat Mitjana, la catedral va tenir una escola, com que Carlemany havia ordenat al segle ix que les catedrals i els monestirs haurien d'organitzar escoles. Chartres va obtenir notable fama per l'estudi de la lògica, matèria que, per molts, rivalitzava amb París. L'escriptor i filòsof anglès Joan de Salisbury va estudiar a Chartres.
A diferència d'altres monuments francesos, l'edifici no va patir danys durant la Revolució Francesa; malgrat que el comitè revolucionari n'havia decidit la demolició. L'encarregat de dur-la a terme, un arquitecte local, ho va desaconsellar.
Les restauracions successives també van respectar el seu disseny original; gràcies a això, l'edifici ha arribat a la nostra època en un estat de conservació molt superior a la majoria de construccions franceses de l'època.
El 4 de juny de 1836, un incendi va destruir les encavallades de la sostrada de castanyer danès. L'arquitecte Edouard Baron la va substituir per una estructura de ferro fos coberta per làmines de coure, imitant la tècnica utilitzada a la Catedral de Magúncia.
Durant la Segona Guerra Mundial, els vitralls van ser desmuntats i ocultats per evitar danys per part dels bombardejos alemanys. Després de l'ocupació dels alemanys, van fer servir la catedral com a club social. El 16 d'agost de 1944, durant la intervenció de les tropes nord-americanes en Chartres, la catedral va ser salvada de la destrucció gràcies al coronel americà Welborn Griffith (1901-1944), que va qüestionar l'ordre que li van donar de destruir la catedral, aquesta ordre es va deure al fet que els seus superiors creien que podia haver-hi alemanys en el seu interior, però ell es va oferir voluntari per a anar a comprovar si hi havia soldats alemanys dins, i acompanyat per un soldat també voluntari, va poder veure que la catedral estava buida, llavors va fer que sonessin les campanes de la catedral com un senyal perquè els americans no disparessin, l'ordre de destrucció va ser desconvocada. Notre-Dame de Chartres s'havia salvat, El Coronel Griffith va morir en acció de combat aquest mateix dia, a la ciutat de Lèves, prop de Chartres. Va ser condecorat a títol pòstum amb la Creu de Guerra 1939-1945, Croix de Guerre avec Palme, la Legió d'Honor, la Légion d'Honneur i l'Orde Nacional del Mèrit, Ordre National du Mérite, del govern francès i la Creu de Serveis Distingits, Distinguished Service Cross, del govern nord-americà.

### Descripció
L'edifici és de planta de creu llatina i està dividit en tres naus. La nau principal fa 28 metres i és molt més alta que les laterals. La capçalera, situada a l'est, té un deambulatori radial amb cinc capelles semicirculars. La volta central fa 36 metres d'altura, la més alta quan es va construir. Aquesta volta és quatripartida i està suportada per arcbotants situats a l'exterior.
L'organització en tres naus és molt original per l'època en la qual va ser construïda. Com s'ha esmentat anteriorment, la nau central és molt més alta que les laterals; aquesta dificultat constructiva es va dur a terme aixecant sobre les naus laterals una àmplia tribuna. La coberta d'aquesta tribuna compensava el pes de la volta central reforçant-te l'estructura, com s'observa a les catedral de Notre-Dame de Laon. A Chartres s'elimina la tribuna, quedant així tres nivells d'alçat de la nau: arcades, triforis i finestrals. El trifori és una petita galeria que es construeix sobre la galeria i sota els finestrals per aprofitar l'espai de la teulada sobre la tribuna. En aquest cas, té quatre arcs per secció i és un contrapunt d'horitzontalitat i foscor respecte a les arcades i finestrals. Els finestrals consten de dos panys de paret i d'una rosassa que simula i repeteix l'estructura de la porta principal i que consta d'un dels millors conjunts de vitralls medievals que es conserven. Aquests són famosos per l'intens i bell color blau, especialment utilitzat al famós Vitrall de la Verge Blava (Notre Dame de la Belle Verrière), de principis del segle xiii, que representa a la Verge amb el Nen Jesús. Dels 186 vitralls originals se'n conserven 152 perquè el 1753 se'n van substituir alguns per part del bisbat, que pretenia "modernitzar" la catedral. L'altura i l'amplitud de les naus es deu a dues novetats constructives:
- La primera va ser l'abandonament de la volta sextapartida quadrangular, que s'havia utilitzat sovint al segle xii en catedrals com la de Laon. La volta sextapartida es basava en quatre punts de suport forts i en dos de dèbils, cosa que a vegades provocava una alternança al gruix dels suports. Els àbacs dels capitells aguantaven les bigues de les columnes adossades, connectant així els pilars amb els nervis. Però això causava una excessiva fragmentació, que es va solucionar creant un pilar acantonat consistent en un nucli cilíndric central envoltat de quatre elements més petits. Aquests, connecten tant les cobertes com les arcades que les separen. Els que s'encaren a la nau central no tenen capitells sinó una cornisa sobre els altres capitells i que actua com a sòcol de la resta d'elements verticals que s'uneixen als arcs i als nervis de la volta. Amb això es va aconseguir una unitat dels complexos suports sense perjudicar la integritat de cada part.
- L'altra novetat és la utilització d'un tipus d'arcbotant totalment desenvolupat. Menys els superiors, afegits després de la construcció original, els arcbotants inferiors són dobles units per columnes radials. Aquests s'uneixen als contraforts externs, molt grossos a la base, que es complementen amb els contraforts interns, ocults sota el sostre de les naus laterals.

### Façana principal
La façana principal és el fruit de diverses intervencions. Després de l'incendi, es van salvar la torre sud i la base de la del nord, els tres portals i els finestrals que hi ha a sobre. El mestre de Chartres va desmuntar el mur que va quedar, el va desplaçar endavant i va afegir la gran rosassa i la galeria dels reis sobre l'est. En augmentar-se l'altura de la façana, les dimensions de la torre sud van canviar notablement en proporció a la resta de la façana. El 1513 es va construir la torre nord o Clocher Neuf per equilibrar la composició que va establir la primera torre. Aquesta construcció, a l'estil flamboyant, va provocar una asimetria que crea un fort dinamisme visual.

### Portal reial
L'anomenat pòrtic reial (Portail Royal), es va construir a la dècada de 1140 per l'anterior catedral romànica. Té forma d'embut, característica molt comuna a les catedrals gòtiques posteriors. Les escultures i els relleus estan inspirats en els del portal oest de la Basílica de Saint-Denis, que van ser destruïts durant la reforma protestant. Els brancals estan decorats per altes figures de reis i personatges de l'Antic Testament, es creu que els avantpassats de Crist perquè les figures són bàsicament simbòliques. Les estàtues mostren una expressió serena, diferent a la severitat habitual al romànic precedent. Les figures reals tenen una alçada menor, però, tot i així, quasi igual que les figures bíbliques, simbolitzant així una relació de parentiu entre la reialesa i la divinitat. Els frisos de l'esquerra narren escenes de la vida de la Verge a la seva joventut amb Sant Joaquim i Santa Anna enfrentant-se a la infertilitat, cosa que podria ser una referència a la devoció local cap a la Verge com a protectora dels nounats. Els frisos de la dreta narren escenes de la vida de Crist, amb Sant Joan Baptiste i la Presentació al Temple. El timpà està decorat amb una escena del Judici Final amb Crist Pantocràtor emmarcat en una màndorla i envoltat pels símbols dels evangelistes o tetramorf. Crist alça la mà dreta i sosté el Llibre de la Vida amb l'esquerra; posició que simbolitza l'essència humana i divina en Crist en iguals proporcions. El fris del llindar representa als dotze apòstols. Estan emmarcats per arquitectures en quatre grups de tres figures amb un simbolisme que indica que han predicat la trinitat als quatre punts cardinals de la Terra. Les arquivoltes mostren a àngels i als vint-i-quatre patriarques de l'Apocalipsi.
El portal de l'esquerra està dedicat a l'ascensió de Crist (o a la seva segona vinguda). El timpà mostra a Crist en un núvol aguantat per dos àngels. A sota hi ha dos frisos: el superior mostra a quatre àngels cantant i, l'inferior, deu figures que contemplen Crist, que possiblement són apòstols i que porten llibres i pergamins. Les dues arquivoltes mostren els símbols del zodíac i labors relatives als dotze mesos, temes comuns al romànic francès.
El portal dret mostra la mateixa estructura. Té com tema la puresa de Maria i la seva dignitat com a mare de Crist. Al timpà hi ha la Verge Maria amb el Nen Jesús envoltada per dos àngels. Quan es va construir, aquesta representació era una novetat perquè el tema central havia estat sempre dedicat a Crist. L'arquivolta superior mostra la Presentació al Temple amb la Verge, Simeó i altres figures. L'arquivolta inferior narra l'Anunciació, la Visita, la Nativitat i l'Anunciació als pastors, cosa inusual mostrar homes comuns entre les figures divines. Les arquivoltes estan decorades amb àngels; l'inferior i l'exterior amb les set arts liberals combinades amb figures relatives del món antic: gramàtica i Priscià o Eli Donat, retòrica i Ciceró, dialèctica i Aristòtil, aritmètica i Pitàgores, geometria i Euclides, astronomia i Ptolemeu i música i Nicòmac. Els capitells d'aquesta porta mostren escenes de la Passió, l'entrada a Jerusalem, l'Últim Sopar, la Sepultura i el Dol de les dones.
La rosassa mostra als seus vitralls a Crist jutge al Judici Final, envoltat per quatre evangelistes i àngels. Als cercles externs, àngels trompeters, escenes de resurrecció, infern i paraís. Als tres finestrals es mostra, a l'esquerra, la Passió i Resurrecció; l'Encarnació al centre, i a Jessè, pare de David, a la dreta.

### Transsepte
El transsepte és ample tot i que sobresurt una mica de la nau principal. Les seves façanes consten de dos rosasses: la que descriu la glorificació de la Verge (a la part nord) i la que descriu la glorificació de Jesucrist (a la part sud). Les rosasses es troben sobre fileres de cinc finestres sobre tres pòrtics, seguint d'aquesta manera les proporcions de la façana principal i augmentant l'efecte d'unitat arquitectònica. En un inici es va pensar a obrir-hi simples obertures, però finalment es van dotar de tres pòrtics profunds ricament esculpits i de dues torres a cada una, torres que van quedar sense acabar. El model de les rosasses és copiat directament del Laon però els pòrtics triples són exclusius de Chartres.

### Façana nord
A la part nord del pòrtic central es mostra la coronació de la Verge amb figures de profetes i sants. La Verge és representada com a Reina dels Cels a la dreta de Crist, també coronat i beneint a Maria. Els dos estan envoltats d'àngels en oració. Tant la figura de Maria com la de Jesús són de la mateixa mida i ocupen llocs d'igual importància.
Al fris del llindar es representa la mort de Maria a l'esquerra, jaient a un llit i envoltada dels dotze apòstols. La seva ànima, en forma de nen, ascendeix als braços de Jesús. A la dreta s'explica la resurrecció de la Verge: uns àngels alcen el cos sense vida de Maria per tal de reunir-lo amb la seva ànima. Tot i que no hi ha cap narració als Evangelis sobre la resurrecció de la Verge, existeix una tradició que es representa freqüentment a partir del culte marià de l'Edat Mitjana. El bisbe Fulbert era un gran creient d'aquesta tradició, per la qual cosa el fet s'explica amb freqüència a Chartres. Al mainell hi ha una imatge de Santa Anna amb la Verge infanta en braços (actualment danyada i sense cap). Aquesta figura va ser afegida probablement arran de la cessió a la catedral de la relíquia del cap de Santa Anna, portat de Constantinoble el 1204, aproximadament data en la qual es va iniciar el pòrtic. Per això es va reservar a aquesta efígie un lloc d'honor. A sota hi ha una imatge del seu marit, Sant Joaquim contemplant un ramat d'ovelles mentre l'arcàngel Sant Gabriel li anuncia l'embaràs d'Anna. La història de Santa Anna i Sant Joaquim és apòcrifa però va tenir una gran difusió des que va ser recollida a la Llegenda Àuria per Iacopo da Varazze. La segona arquivolta representa figuresque es creu que són profetes de l'Antic Testament, mentre que a la tercera i a la quarta es mostren els avantpassats del llinatge de Maria. L'última arquivolta mostra profetes amb llibres i pergamins.
Als relleus del voltant de l'arc s'hi narra la creació i la caiguda de l'home. Als brancals hi ha estàtues que es corresponen amb les dels dotze apòstols del costat sud. Mostren profetes de l'Antic Testament que donen testimoni del compromís entre Crist i la seva església: Melquisedec, Abraham, Moisès, Samuel, David, Isaïes, Jeremies, Simeó, Sant Joan Baptista i Sant Pere. Les estàtues tenen cares ovalades i són més realistes que les que hi ha a l'entrada oest.
El pòrtic esquerre està dedicat al Naixement i l'Anunciació, temes que també es mostren a l'entrada oest. El portal dret està dedicat als treballs de Job al timpà, probablement en referència a les dificultats que va passar l'església al segle xiii. Les arquivoltes representen a Sansó, Gedeó, Esther i Judit vencent als enemics que simbolitzen les amenaces que ronden l'església.